# Jenny Beck
Jennifer Leeann „Jenny“ Beck (* 3. August 1974 in Los Angeles, Los Angeles County, Kalifornien) ist eine US-amerikanische Schauspielerin. Sie war in den 1980er Jahren eine gefragte Kinderdarstellerin.

## Leben
Beck debütierte in fünf Episoden der Fernsehserie Vater Murphy als Schauspielerin. In den nächsten Jahren folgten Besetzungen in Fernsehserien und Filmproduktionen. 1986 übernahm sie eine der Hauptrollen im Spielfilm Troll. Von 1988 bis 1991 verkörperte sie in der Fernsehserie Ein Mann, ein Colt, vier Kinder die Rolle der Claire Carroll. Sie war insgesamt in 56 Episoden zu sehen. Mit der Beendigung ihrer Serienrollen verabschiedete sie sich vom Schauspiel für Fernseh- und Filmproduktionen.
Sie bezeichnet den Schauspieler Lee Horsley als ihren Mentor.

## Filmografie
- 1982: Vater Murphy (Father Murphy) (Fernsehserie, 5 Episoden)
- 1983–1985: T. J. Hooker (Fernsehserie, 3 Episoden, verschiedene Rollen)
- 1984: V – Die außerirdischen Besucher kommen (V) (Mini-Serie, 3 Episoden)
- 1984: Der Wolf hetzt die Meute (Tightrope)
- 1984: Hotel (Fernsehserie, Episode 2x07)
- 1985: Finder of Lost Loves (Fernsehserie, Episode 1x15)
- 1985: The Canterville Ghost (Fernsehfilm)
- 1986: Troll
- 1986: Falcon Crest (Fernsehserie, 2 Episoden)
- 1986: Matlock (Fernsehserie, Episode 1x04)
- 1987: Gimme a Break! (Fernsehserie, Episode 6x20)
- 1987: CBS Summer Playhouse (Fernsehserie, Episode 1x14)
- 1987: Mord auf Bestellung (Downpayment on Murder) (Fernsehfilm)
- 1988–1991: Paradise – Ein Mann, ein Colt, vier Kinder (Paradise) (Fernsehserie, 56 Episoden)
- 1991: Roseanne (Fernsehserie, Episode 3x16)